# (2538) Vanderlinden
(2538) Vanderlinden es un asteroide perteneciente al cinturón de asteroides, descubierto el 30 de octubre de 1954 por Sylvain Julien Victor Arend desde el Real Observatorio de Bélgica, Uccle.

## Designación y nombre
Designado provisionalmente como 1954 UD. Fue nombrado Vanderlinden en honor al astrónomo belga Henri Vanderlinden.